# Davis Cup 1933
In 1933 werd het toernooi om de Davis Cup  voor de 28e keer gehouden. De Davis Cup is het meest prestigieuze tennistoernooi voor landen dat sinds 1900 elk jaar wordt georganiseerd.
Verenigd Koninkrijk won voor de 6e keer de Davis Cup (destijds nog de International Lawn Tennis Challenge genoemd) door in de finale Frankrijk met 3-2 te verslaan.
De deelnemers strijden in twee verschillende regionale zones tegen elkaar. De twee zonewinnaars spelen in het interzonaal toernooi tegen elkaar. De winnaar daarvan speelt tegen de regerend kampioen om de Davis Cup.

## Finale
Frankrijk -  Verenigd Koninkrijk 2-3 (Parijs, Frankrijk, 28-30 juli)

## Interzonaal Toernooi
Verenigd Koninkrijk -  Verenigde Staten 4-1 (Parijs, Frankrijk, 21-22 juli)

## België
België speelt in de Europese zone.
| datum      | tegenstander | uitslag | locatie | groep   | ronde       | winst/verlies |
| ---------- | ------------ | ------- | ------- | ------- | ----------- | ------------- |
| 03-09-1933 | Zwitserland  | 2-3     | uit     | EUR QR  | kwartfinale | v             |
| 14-08-1933 | Zweden       | 3-2     | uit     | EUR QR  | 2e ronde    | w             |
| 30-07-1933 | Hongarije    | 3-2     | thuis   | EUR QR  | 1e ronde    | w             |
| 07-05-1933 | Oostenrijk   | 2-3     | thuis   | EUR udt | 1e ronde    | v             |

België verloor in de eerste ronde en moest daardoor spelen om de plaats in het hoofdtoernooi te handhaven. Na twee gewonnen wedstrijden verloor het de kwartfinale en degradeerde het naar de kwalificatieronde.

## Nederland
Nederland speelt in de Europese zone.
| datum      | tegenstander | uitslag | locatie | groep   | ronde       | winst/verlies |
| ---------- | ------------ | ------- | ------- | ------- | ----------- | ------------- |
| 20-08-1933 | Italië       | 2-3     | thuis   | EUR QR  | kwartfinale | v             |
| 13-08-1933 | Roemenië     | 4-1     | thuis   | EUR QR  | 2e ronde    | w             |
| 21-05-1933 | Duitse Rijk  | 1-4     | uit     | EUR udt | 2e ronde    | v             |
| 07-05-1933 | Polen        | 3-2     | thuis   | EUR udt | 1e ronde    | w             |

Nederland verloor in de tweede ronde en moest daardoor spelen om de plaats in het hoofdtoernooi te handhaven. De eerste wedstrijd won het, maar verlies in de kwartfinale leidde tot degradatie naar het regionale kwalificatietoernooi.
| niveau 1 | niveau 2 | niveau 3 | niveau 4 | niveau 5 |

Algemeen · Opzet · Finales · Winnaars 
 België ·  Nederland ·  Aruba ·  Nederlandse Antillen 

1900 · 1901 · 1902 · 1903 · 1904 · 1905 · 1906 · 1907 · 1908 · 1909 · 1910 · 1911 · 1912 · 1913 · 1914 · 1915 · 1916 · 1917 · 1918 · 1919 · 1920 · 1921 · 1922 · 1923 · 1924 · 1925 · 1926 · 1927 · 1928 · 1929 · 1930 · 1931 · 1932 · 1933 · 1934 · 1935 · 1936 · 1937 · 1938 · 1939 · 1940 · 1941 · 1942 · 1943 · 1944 · 1945 · 1946 · 1947 · 1948 · 1949 · 1950 · 1951 · 1952 · 1953 · 1954 · 1955 · 1956 · 1957 · 1958 · 1959 · 1960 · 1961 · 1962 · 1963 · 1964 · 1965 · 1966 · 1967 · 1968 · 1969 · 1970 · 1971 · 1972 · 1973 · 1974 · 1975 · 1976 · 1977 · 1978 · 1979 · 1980 · 1981 · 1982 · 1983 · 1984 · 1985 · 1986 · 1987 · 1988 · 1989 · 1990 · 1991 · 1992 · 1993 · 1994 · 1995 · 1996 · 1997 · 1998 · 1999 · 2000 · 2001 · 2002 · 2003 · 2004 · 2005 · 2006 · 2007 · 2008 · 2009 · 2010 · 2011 · 2012 · 2013 · 2014 · 2015 · 2016 · 2017 · 2018 · 2019 · 2020-2021 · 2022 · 2023 · 2024 · 2025